# ヘファーロ・ネポムセノ
ヘファロ・ヒオマル・マフノ・ネポムチェノ（Gevaro  Giomar Magno Nepomuceno, 1992年11月10日 - ）は、オランダ領アンティル（現キュラソー）・ヴィレムスタット出身のキュラソー代表サッカー選手。PFCチェルノ・モレ・ヴァルナ所属。ポジションはFW（ウィング）。

## クラブ歴
12歳の時にサッカーを始め、その後2年間でこのスポーツが重要なものになったと語っている。オランダ本土の下部組織に在籍した後、2011年にFCデン・ボスのトップチームに昇格。2012年7月にフォルトゥナ・シッタートへ加入した。
2014年夏にリーガIのFCペトロルル・プロイェシュティへ21歳で移籍。同僚のパトリック・エンコイと共にコスミン・コントラ率いるクラブへ加入した。UEFAヨーロッパリーグ 2014-15予選のKSフラムルタリ・ヴロラ戦で初出場、初得点も決めて2-0で勝利した。2015年4月9日、FCステアウア・ブカレスト戦でリーグ戦初得点を記録し、前年の覇者から決勝点を奪った。
2016年1月31日にプリメイラ・リーガのCSマリティモへ移籍。2016-17シーズン後半はFCファマリカンへ期限付き移籍した。
2017年9月5日には1年延長オプションつきの1年契約でフットボールリーグ1のオールダム・アスレティックAFCに移籍。2019年9月19日、ナショナルリーグのチェスターフィールドFCへ翌年1月までのローンとなった。
2020年10月3日、FCハリファクス・タウンと短期契約し再びナショナルリーグでプレー。翌月にはクラブとの契約を延長したが、2021年1月2日に退団することが発表された。
同月22日、FCディナモ・ブカレストへ加入し5年振りにルーマニアへ復帰。シーズン終了までの契約で、2年間の延長オプションが付帯している。

## 代表歴
2014年9月、カリビアンカップ2014予選でキュラソー代表に初招集。3日のプエルトリコ戦で初出場し2-2のドロー、5日のグレナダ戦で初得点し2-1で勝利した。11月13日のキューバ戦でも得点したものの2-3で敗北し、グループステージ突破はならなかった。

## 個人成績
2017年6月22日現在
| # | 日附           | 開催地                 | 対戦相手                 | 得点 | 結果 | 大会                                   |
| - | -------------- | ---------------------- | ------------------------ | ---- | ---- | -------------------------------------- |
| 1 | 2014年9月5日   | バヤモン               | グレナダ                 | 2–1  | 2–1  | カリビアンカップ2014予選               |
| 2 | 2014年11月13日 | モンテゴ・ベイ         | キューバ                 | 2–2  | 2–3  | カリビアンカップ2014                   |
| 3 | 2016年6月7日   | ヴィレムスタット       | アメリカ領ヴァージン諸島 | 7–0  | 7–0  | カリビアンカップ2017予選               |
| 4 | 2017年6月22日  | フォール＝ド＝フランス | マルティニーク           | 1–1  | 2–1  | カリビアンカップ2017                   |
| 5 | 2018年9月10日  | ヴィレムスタット       | グレナダ                 | 6–0  | 10–0 | 2019 CONCACAFネーションズリーグ (予選) |
| 6 | 2018年10月12日 | ブレイデントン         | アメリカ領ヴァージン諸島 | 2–0  | 5–0  | 2019 CONCACAFネーションズリーグ (予選) |
| 7 | 2018年11月19日 | ヴィレムスタット       | グアドループ             | 1–0  | 6–0  | 2019 CONCACAFネーションズリーグ (予選) |
| 8 | 2018年11月19日 | ヴィレムスタット       | グアドループ             | 3–0  | 6–0  | 2019 CONCACAFネーションズリーグ (予選) |

## タイトル
キュラソー代表
- カリビアンカップ : 2017